# SA-5
SA-5 (Saturn-Apollo 5) první start rakety Saturn I Block II. Řada Block II měla vylepšený první a funkční druhý stupeň, včetně přístrojové sekce umístěné nad ním. Poprvé se také objevují kýlové plochy na zádi rakety. V rámci programu Apollo se jednalo o první orbitální misi.

## Cíle

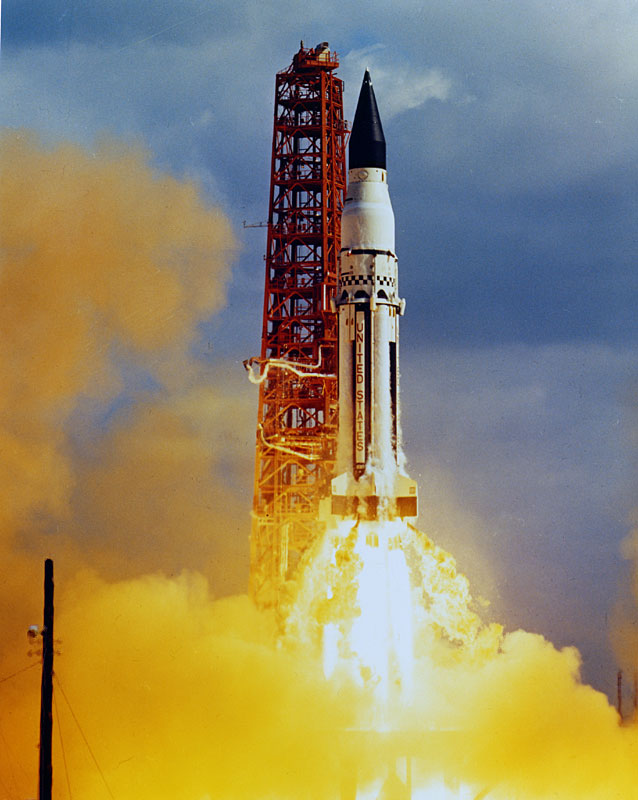
Start mise SA-5

Úkolem mise bylo otestovat letové vlastnosti a spolehlivost rakety Saturn I Block II. Provedení Block II se liší od předchozí verze hlavně přidáním plně funkčního druhého stupně, prodlouženými nádržemi prvního stupně a novým naváděcím systémem. Koncepce svazku motorů spalujících kapalný vodík, která je využita na druhém stupni, měla být prověřena o několik let dříve na raketovém stupni Centaur. Projekt měl však dvouleté zpoždění a první start se konal teprve měsíc před SA-5 a koncepce tedy nebyla řádně prověřena. První stupeň měl vylepšené motory a prodloužené nádrže, mohl proto být poprvé natankován na plánovanou kapacitu 340 000 kg paliva. Naváděcí systém byl poprvé umístěn na vrchu druhého stupně. Poprvé byly také použity kýlové plochy pro zvýšení stability během letu.

## Přípravy před startem
Druhý stupeň byl na Cape Canaveral dopraven v září z testovacího zařízení firmy Douglas v Sacramentu pomocí upraveného letounu B-377, který byl kvůli rozšířenému trupů nazýván Pregnant Guppy. Kvůli komplexnosti nového stupně a navigační jednotky trvaly přípravy ke startu až do ledna 1964. Během příprav se vyskytly problémy s výtahy na devadesáti metrové podpůrné konstrukci komplexu 34, což zpomalovalo práci a působilo nepohodlí personálu.

## Průběh letu
Start byl plánován na 27. ledna 1964 ale kvůli úniku kapalného kyslíku byl o dva dny odložen. Další pokus již proběhl bez obtíží a raketa úspěšně odstartovala. Během letu bylo do pozemního střediska odesláno 1183 měření a raketu sledovalo šest teleskopů. Do výšky 1000 metrů byla raketa natáčena kamerami, které sledovaly každý její pohyb. Oddělování druhého stupně proběhlo bez problémů, zpětné rakety zpomalily první stupeň a ten dopadl do Atlantského oceánu, 800 km od místa startu. Separace byla filmována z kamerových podvěsů na prvním stupni a po dopadu byl jimi získaný materiál vyzvednut. Zážeh druhého stupně proběhl taktéž bez problémů. Pomocné rakety mu udělily prvotní impulz a všech šest motorů bylo zažehnuto. Zážeh pomocných raket byl potřeba, neboť ve stavu beztíže může kapalné palivo „ztratit kontakt“ s hrdlem palivového vedení a do motoru by tak neproudilo palivo. Malé zrychlení tak díky setrvačnosti způsobí natlačení paliva k sání motoru. (viz Raketový motor na kapalné pohonné látky#Nevýhody)
Zážeh druhého stupně trval osm minut. Druhý stupeň vstoupil na eliptickou orbitu a svojí hmotností téměř 17 tun vytvořil rekord v hmotnosti umělého tělesa na oběžné dráze. Celková hmotnost se skládala ze samotného druhého stupně (6500 kg), přístrojové sekce a aerodynamických prvků (1150 kg) a devíti a půl tunového modelu kabiny vyplněné zvlhčeným pískem pro simulaci užitečného zatížení.